# هيرفي ملتون كليكلي
هيرفي ميلتون كليكلي (7 سبتمبر 1903 - 28 يناير 1984) كان طبيبًا نفسيًا أمريكيًا ورائدًا في مجال الاعتلال النفسي. قدم كتابه قناع العقل الذي نشر في الأصل عام 1941 وتمت مراجعته في طبعات جديدة حتى الثمانينيات أول وصف سريري للاعتلال النفسي. لقد عرف المصطلح بشكل أوسع إلى حد ما مما هو مفهوم اليوم، على أنه يشير إلى شخص يتصرف بطريقة مخربة على الرغم من عدم وجود علامات واضحة للذهان أو العصاب؛ ينعكس هذا في مصطلح قناع سلامة العقل، المشتق من اعتقاد كليكلي بأن المريض النفسي يمكن أن يبدو طبيعيًا وحتى جذابًا، لكن القناع يخفي اضطرابًا عقليًا. بحلول وقت وفاته، كان يتذكر الناس كليكلي بشكل أفضل بسبب دراسة حالة حية لمريضة، والتي نشرت في كتاب عام 1956 وتحولت إلى فيلم بعنوان وجوه حواء الثلاثة عام 1957. تقريره عن الحالة (أعاد) شيوع تشخيص اضطراب الشخصية المتعددة في أمريكا. ما يزال مفهوم الاعتلال النفسي مؤثرًا من خلال تشكيل أجزاء من تشخيص اضطراب الشخصية المعادية للمجتمع، وقائمة تدقيق الاعتلال النفسي، والإدراك العام.
قال صانع الأفلام إيرول موريس، الذي حاول دون جدوى إجراء مقابلة مع كليكلي، في 2012/2013: إنه أحد الشخصيات المجهولة في القرن العشرين. لقد ابتكر اثنتين من الأساطير الدائمة - أود أن أسميهما - في القرن العشرين ... هذه الأفكار لم تنشأ مع كليكلي، لكن كليكلي شاعها، وقام ببنائها، وباعها - كعلامة تجارية تقريبًا.

## الحياة والوظيفة
ولد كليكلي في أوغوستا، جورجيا، في جنوب شرق الولايات المتحدة. كان والديه وليام وكورا كليكلي. تلقت شقيقته الصغرى، كونور كليكلي، تعليمها لبعض الوقت في إنجلترا (على سبيل المثال مدرسة هيدنجتون، أكسفورد) وتزوجت وترملت لاحقًا من أكويلا ج. دايس، وهو الشخص الوحيد الذي حصل على أعلى الجوائز الأمريكية للبطولة المدنية والعسكرية (الجائزة الكبرى). وسام كارنيجي، ووسام الشرف بعد وفاته بعد الحرب العالمية الثانية.
تخرج كليكلي من أكاديمية مدرسة مقاطعة ريتشموند الثانوية في عام 1921، ثم تخرج في عام 1924 بامتياز مع مرتبة الشرف مع بكالوريوس العلوم من جامعة جورجيا (UGA) في أثينا، حيث كان عضوًا في منتخب كرة القدم وألعاب المضمار والميدان. حصل كليكلي على منحة رودس للدراسة في جامعة أكسفورد بإنجلترا، وتخرج عام 1926 بدرجة البكالوريوس في الآداب.
حصل كليكلي بعد ذلك على درجة دكتور في الطب من كلية الطب بجامعة جورجيا (المعروفة الآن باسم كلية الطب بجورجيا) في أوغستا في عام 1929. وبعد عدة سنوات من ممارسة الطب النفسي في إدارة المحاربين القدامى، أصبح أستاذًا للطب النفسي وعلم الأعصاب في كلية الطب بجورجيا. وفي عام 1937، رئيس قسم الطب النفسي والأعصاب في المستشفى الجامعي في أوغوستا. في عام 1955، عين كليكلي أستاذًا سريريًا للطب النفسي والأعصاب في كلية الطب وأصبح الرئيس المؤسس لقسم الطب النفسي والسلوك الصحي. شغل منصب مستشار الطب النفسي لمستشفى إدارة المحاربين القدامى في أوغوستا ومستشفى الجيش الأمريكي في كامب جوردون. وكان عضوًا في لجنة الطب الشرعي التابعة لمجموعة تطوير الطب النفسي وزميل البورد الأمريكي للطب النفسي والأعصاب وجمعية الطب النفسي البيولوجي. كما عمل أيضًا في الممارسة الخاصة للطب النفسي جنبًا إلى جنب مع كوربيت ثيجبن ولاحقًا أيضًا مع بنيامين موس، وجيري تشامبرز، وسيبورن ماكغاريتي. كانت زوجته الأولى لويز مارتن. بعد وفاتها تزوج من إميلي شيفتال.